# خالد تاجا
خالد تاجا هنرپیشه مشهور سوری که محمود درویش شاعر بلند آوازه فلسطینی وی را آنتونی کویین عرب می‌نامید.
تاجا در مجموعه‌های تلویزیونی فراوانی حضور داشت که مشهورترین کار وی برای مردم ایران حضور در نقش ممدوح معاون مدیر کل در سریال مدیر کل (مجموعه تلویزیونی) است.
از دیگر کارهای مهم وی می‌توان به اسب، عجیب و رودخانه، رازهای شهر و صلاح الدین ایوبی اشاره کرد.
خالد تاجا سرانجام در ۴ آوریل ۲۰۱۲ در سن ۷۲ سالگی بر اثر سرطان ریه درگذشت.